# Колония (фильм, 2013)
«Коло́ния» (англ. The Colony) — постапокалиптический фильм режиссёра Джеффа Ренфро. Дата релиза в Канаде — 26 апреля 2013 года.

## Сюжет
В 2045 году люди научились строить машины для управления погодой. Но в один день внезапно пошёл аномально сильный снег, и машины оказались сломаны. Люди были вынуждены укрываться под землёй в специальных бункерах, чтобы избежать чудовищного холода на поверхности. Их проблемой стало выращивание еды и контроль над заболеваниями. Два бывших солдата, Бриггс и Мэйсон, являются лидерами одного из таких бункеров — Колонии № 7.
Из ближайшей Колонии № 5 приходит сигнал бедствия, и Бриггс, Сэм и Грэйдон отправляются туда. По прибытии они обнаруживают, что население колонии куда-то исчезло, а повсюду видны следы борьбы и кровь. В конце концов они находят закрытую дверь, за которой обнаруживают Лэйланда. Он показывает им сообщение о том, что группа людей смогла добраться до погодной машины, починить её и растопить снег. Лэйланд также рассказывает, что кто-то пришёл по следам одной из их групп и устроил весь кровавый кошмар в Колонии. Он отказывается уходить из своего убежища и остаётся за закрытой дверью. Бриггс с напарниками начинают обходить помещения Колонии № 5 и находят группу каннибалов, подчиняющихся своему вожаку. Те преследуют пришедших и убивают Грэйдона. Бриггс и Сэм вылезают наружу по вентиляционной шахте и взрывают её.
По дороге домой Бриггс и Сэм обнаруживают преследователей, выживших при взрыве Колонии № 5. Они планируют задержать их на полуразрушенном автомобильном мосту, но при его подрыве погибает Бриггс. Добравшийся до Колонии Сэм обнаруживает, что Мэйсон захватил руководство Колонией. Мэйсон отказывается слушать Сэма и сажает Сэма и его подругу Кай под арест. Им удаётся освободиться, Сэм показывает Кай на компьютере данные со спутника о работающей погодной машине. В это же время каннибалы нападают на Колонию. Жители Колонии пытаются отбиваться и гибнут один за другим. Мэйсон, взорвав баллон с пропаном, убивает себя и большую часть каннибалов, а из-за взрыва в Колонии начинается пожар. Сэм вступает в схватку с вожаком каннибалов и убивает его. Выжившие люди спасаются через вентиляционную систему и уходят из горящей Колонии на поиски работающей погодной вышки.

## В ролях
- Лоренс Фишберн — Бриггс
- Билл Пэкстон — Мэйсон
- Кевин Зегерс — Сэм
- Шарлотта Салливан — Кай
- Джон Тенч — Виктор
- Аттикус Дин Митчелл — Грейдон
- Дрю Вигевер — лидер Одичавших
- Романо Орзари — Рейнольдс
- Майкл Мэндо — Купер
- Эрл Пастко[англ.] — Учёный
- Джулиан Ричингс — Лейланд

## Критика
Фильм получил в основном негативные отзывы. Критики указывали на большое количество штампов и отсутствие оригинальных идей.
На сайте Rotten Tomatoes рейтинг составляет 20 % на основе 35 отзывов.